# جورج إف. جونسون
جورج إف. جونسون (بالإنجليزية: George F. Johnson)‏ هو شخصية أعمال أمريكي، ولد في 14 أكتوبر 1857 في ميلفورد في الولايات المتحدة، وتوفي في 29 نوفمبر 1948 في إنديكوت في الولايات المتحدة.